# Caroline Flammer
Caroline Flammer (* 19. Oktober 1976) ist eine Schweizer Ökonomin.
Caroline Flammer wurde an der Universität St. Gallen bei Heinz Hauser promoviert und ist Professor of International and Public Affairs and of Climate an der School of International and Public Affairs der Columbia University in New York City.